# Preston Bridge
Die Preston Bridge ist eine Straßenbrücke nahe der schottischen Ortschaft Preston in der Council Area Scottish Borders. 1971 wurde das Bauwerk in die schottischen Denkmallisten in der höchsten Denkmalkategorie A aufgenommen.

## Beschreibung
Der Mauerwerksviadukt wurde im Jahre 1770 erbaut. Stilistisch orientiert sich die Preston Bridge an den Arbeiten des schottischen Architekten William Adam. Sie überspannt das Whiteadder Water mit drei ausgemauerten Segmentbögen und überführt dabei die A6112, welche die A1 mit der A698 verbindet. Während für das Mauerwerk rote Sandsteinquader zu einem Schichtenmauerwerk verbaut wurden, besteht die Brüstung aus grob behauenem Bruchstein. Die ausgemauerten Segmentbögen sind mit Schlussstein gearbeitet. Der mittlere Bogen weist eine größere Spanne auf als die flankierenden. Es treten spitze Eisbrecher heraus. Während die Südseite mit floral ornamentierten Zwickeln gestaltet ist, sind die runden Nischen an der Nordseite schmucklos. In den Brüstungen sind oberhalb der Schlusssteine verwitterte Platten eingelassen.